# NGC 18

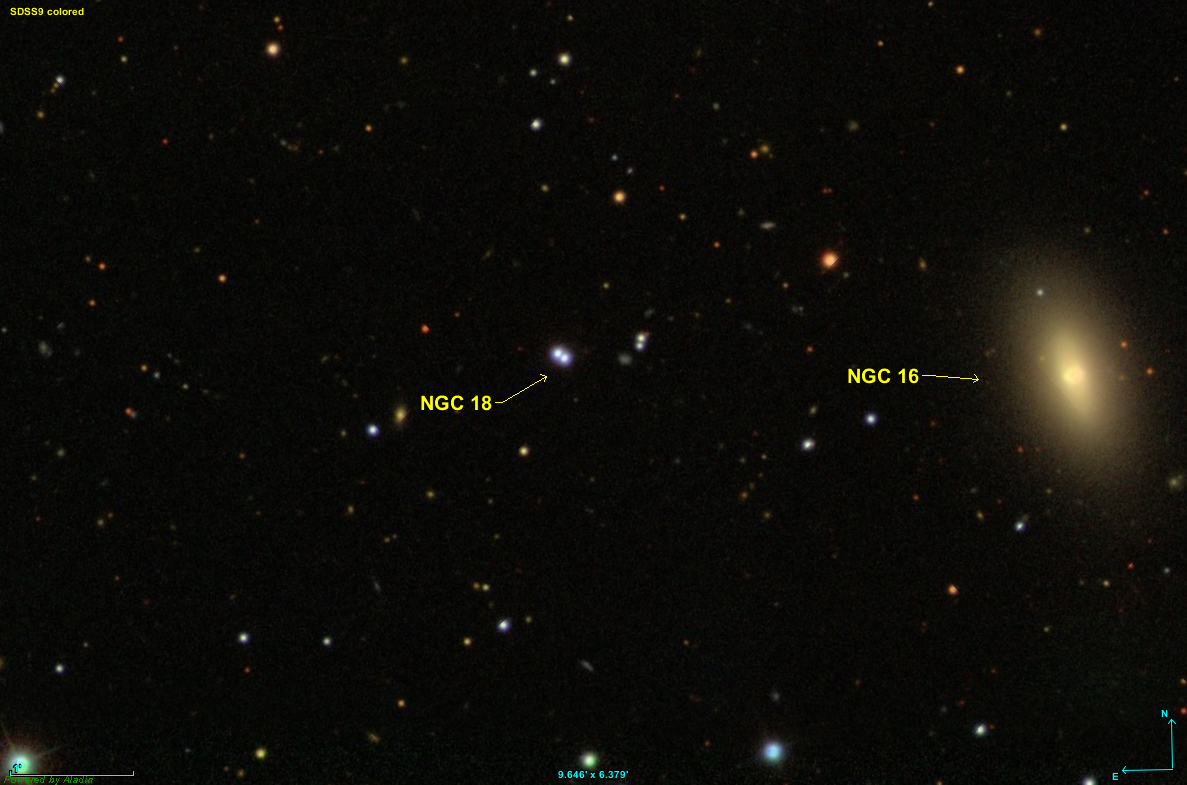
NGC 18

NGC 18 — оптически-двойная звезда в созвездии Пегас.
Этот объект входит в число перечисленных в оригинальной редакции «Нового общего каталога».
Объект был открыт Германом Шульцем. В примечании к каталогу сказано, что NGC 18 не наблюдали ни Эдуар Стефан, ни д'Арре, ни Уильям Парсонс. Однако Гийом Бигурдан смог обнаружить объект (что не упомянул создатель NGC Джон Дрейер в примечаниях) и назвал его «звёздным».